# كارل أندرياس غيير
كارل أندرياس غيير (بالألمانية: Karl Andreas Geyer)‏ (و. 1809 – 1853 م) هو مستكشف، وعالم نبات من ألمانيا. ولد في دريسدن.